# Liste der Landschaftsschutzgebiete im Landkreis Aichach-Friedberg
Im Landkreis Aichach-Friedberg gibt es sieben Landschaftsschutzgebiete. (Stand: November 2018)

## Hinweise zu den Angaben in der Tabelle
- Gebietsname: Amtliche Bezeichnung des Schutzgebietes
- Bild/Commons: Bild und Link zu weiteren Bildern aus dem Schutzgebiet
- LSG-ID: Amtliche Nummer des Schutzgebietes
- WDPA-ID: Link zum Eintrag des Schutzgebietes in der World Database on Protected Areas
- Wikidata: Link zum Wikidata-Eintrag des Schutzgebietes
- Ausweisung: Datum der Ausweisung als Schutzgebiet
- Gemeinde(n): Gemeinden, auf denen sich das Schutzgebiet befindet
- Lage: Geografischer Standort
- Fläche: Gesamtfläche des Schutzgebietes in Hektar
- Flächenanteil: Anteilige Flächen des Schutzgebietes in Landkreisen/Gemeinden, Angabe in % der Gesamtfläche
- Bemerkung: Besonderheiten und Anmerkungen

Bis auf die Spalte Lage sind alle Spalten sortierbar.
| Gebietsname                                                  | Bild/Commons   | LSG-ID       | WDPA-ID | Wikidata  | Ausweisung | Gemeinde(n) | Lage     | Fläche ha | Flächenanteil                                                                   | Bemerkung |
| ------------------------------------------------------------ | -------------- | ------------ | ------- | --------- | ---------- | ----------- | -------- | --------- | ------------------------------------------------------------------------------- | --------- |
| Asperwäldchen                                                |                | LSG-00235.01 | 395711  | Q59611791 | 1972       |             | Position | 11,4      | Landkreis Neuburg-Schrobenhausen (37,1 %), Landkreis Aichach-Friedberg (62,9 %) |           |
| Friedberger Lechleite                                        | weitere Bilder | LSG-00440.01 | 395948  | Q59611796 | 1989       |             | Position | 365,35    | Landkreis Aichach-Friedberg (100 %)                                             |           |
| Lechauwald bei Todtenweis und Rehling                        | weitere Bilder | LSG-00401.01 | 395909  | Q59611792 | 1987       |             | Position | 368,63    | Landkreis Aichach-Friedberg (99,8 %)                                            |           |
| Schutz des Auwaldes an der Ach in der Gemeinde Grimolzhausen |                | LSG-00185.01 | 395655  | Q59611787 | 1970       |             | Position | 11,23     | Landkreis Aichach-Friedberg (100 %)                                             |           |
| Schutz eines Auwaldgehölzes in der Gemeinde Grimolzhausen    |                | LSG-00179.01 | 395651  | Q59611786 | 1969       |             | Position | 5,81      | Landkreis Aichach-Friedberg (100 %)                                             |           |
| Silberbrünnel                                                |                | LSG-00218.01 | 395696  | Q59611790 | 1971       |             | Position | 27,2      | Landkreis Aichach-Friedberg (100 %)                                             |           |
| Weilachtal                                                   | weitere Bilder | LSG-00439.01 | 395947  | Q59611911 | 1989       |             | Position | 1900,19   | Landkreis Aichach-Friedberg (99,9 %)                                            |           |